# Over the Limit (2010)
Over the Limit (2010) — первое по счёту шоу Over the Limit, PPV-шоу производства американского рестлинг-промоушна World Wrestling Entertainment (WWE). Оно состоялось 23 мая 2010 года на «Джо Луис-арене» в Детройте, Мичиган, США. Во время шоу прошло 8 матчей.

## Главные события
Первым основным матчем этого шоу был поединок за титул чемпиона мира в тяжелом весе между Джэком Сваггером и претендентом на этот титул Биг Шоу. Практически весь матч на арене доминировал Биг Шоу. В результате чего, Сваггер ударил претендента чемпионским поясом и был дисквалифицирован. После матча Сваггер атаковал Биг Шоу стальным стулом, однако был остановлен Биг Шоу чокслэмом, после чего Биг Шоу провел нокаут перед уходом с арены.
Предпоследним поединком шоу был поединок за титул чемпионки Див WWE между Ив Торрес и Марис.
Главным событием шоу был поединок между Джоном Синой и Батистой за титул Чемпиона WWE в поединке «Я сдаюсь», в котором для того, чтобы победить надо заставить соперника сказать «Я сдаюсь». В конце матча Сина выполнил свой коронный прием «Attitude Adjustment», кинув Батисту на машину. После чего повторил этот приём, выкинув Батисту с крыши машины на пол, после чего Батиста проломил собою пол, хотя Батиста перед этим сказал «Я сдаюсь». После победы на Сину напал Шеймус.

## Результаты
| #                                 | Поединки                                                                                     | Условия                                                          | Время |
| --------------------------------- | -------------------------------------------------------------------------------------------- | ---------------------------------------------------------------- | ----- |
| Dark                              | Монтел Вонтевиус Портер победил Чаво Герреро                                                 | Поединок один на один                                            | 4:20  |
| 1                                 | Кофи Кингстон победил Дрю МакИнтаира (c)                                                     | Поединок за титул Интерконтинентального чемпиона                 | 6:24  |
| 2                                 | R-Truth победил Теда ДиБиаси (с Вирджилом)                                                   | Поединок один на один                                            | 7:46  |
| 3                                 | Рей Мистерио победил СМ Панка                                                                | S.E.S. Pledge vs. Hair match                                     | 13:49 |
| 4                                 | Династия Харт (Девид Харт Смит и Тайсон Кидд) (с Натальей) (c) победили Криса Джерико и Миза | Командный поединок зи титул Абсолютных командных чемпионов WWE   | 10:44 |
| 5                                 | Рэнди Ортон против Эджа                                                                      | Поединок один на один. Закончился двойной дисквалификацией       | 12:58 |
| 6                                 | Биг Шоу победил Джэка Сваггера (c) в результате дисквалификации                              | Поединок за титул Чемпиона мира в тяжелом весе                   | 5:05  |
| 7                                 | Ив Торрес (c) победила Марис                                                                 | Поединок за титул Чемпионки Див                                  | 5:03  |
| 8                                 | Джон Сина (c) победил Батисту                                                                | Поединок «Я сдаюсь» (англ. "I Quit" match) за титул Чемпиона WWE | 20:32 |
| (c) – rчемпион на момент поединка |                                                                                              |                                                                  |       |